# 乔安妮·范利斯豪特
乔安妮·范利斯豪特（荷蘭語：Joanne van Lieshout，2002年11月8日—），荷兰女子柔道运动员，2023年世界柔道锦标赛女子63公斤级铜牌得主、2024年世界柔道锦标赛女子63公斤级金牌得主。